# Фінляндія (горілка)
Finlandia — горілка, яку виробляють у Фінляндії з шестирядного ячменю та талої води з льодовиків. Ячмінну брагу для горілки переганяють в ректифікат за технологією безперервної ректифікації. Виробництво зосереджене у селищі Коскенкорва та підпорядковується фінській корпорації Altia. Чистий спирт перевозять на підприємство до Раямякі, де його змішують з льодовиковою водою, а до деяких марок додають смакові добавки, і потім бутилюють.
Горілка «Finlandia» продається у 135 країнах світу та чітко асоціюється з її країною-виробником на міжнародному ринку. Крім класичної горілки можна спробувати версії з журавлиною, манго, північними ягодами, грейпфрутом, мандарином та чорною смородиною.

## Історія
Лікеро-горілчаний завод, який зараз виробляє горілку Finlandia, був побудований у 1888 році доктором Вільгельмом Юсліном у невеликому фінському селі Раямякі, що будо неподалік від льодовика.
У 1920 році, після прийняття сухого закону в Фінляндії, винокурня в Рамаякі була куплена фінською державою для забезпечення поставок спирту в аптеки і виробництва етанолу в технічних цілях. Коли закон було скасовано в 1932 році, держава зберегла монополію на виробництво горілки.
Торгова марка «Finlandia» була створена в 1970 році компанією Alko. Через рік Finlandia стала першою скандинавською горілкою, яку було сертифіковано для продажу в США, де її класифікували як горілку преміум-класу.
У 1975 році в Раямякі був побудований новий завод з виробництва спирту, а дистиляцію стали виробляти в Коскенкорві з 1987 року.
За 1977—1983 «Фінляндія» стала однією з найбільш продаваних горілок у світі, а до початку 1990-х років — однією з найвідоміших горілок преміум-класу в світі.
У 2000 році приватна американська компанія Brown-Forman придбала 45 % акцій на горілку «Фінляндія» у державного підприємства Altia, наступника Alko; 55 % акцій поки залишалися у власності фінської держави. Два роки після того, Brown-Forman придбали додатковий пакет акцій Finlandia Vodka на 35 %. А вже у 2004 році Brown-Forman викупили решту 20 % акцій бренду «Finlandia», таким чином Finlandia належить корпорації Brown-Forman і до сьогодні.

## Виробництво
Горілка «Finlandia» виготовляється з фінського ячменю та чистої талої води льодовиків, джерело яких знаходиться неподалік від Раямякі.
На підприємстві Коскенкорва, що в західній Фінляндії, зосереджена початкова перегонка ячмінної сировини, яка відбувається в семи колонах із середньою висотою в 25 метрів. При цьому, використовується система дистиляції фірми Altia. Шкідливі домішки на зразок метанолу та сивушних масел, а також сивушних спиртів та масел, видаляються в безперервному процесі дистиляції після більш, ніж 200 стадій перегонки. Весь процес виробництва від засипання зерна до виходу спирту з ректифікаційної колони займає близько 50 годин.
Кінцевий продукт, зерновий спирт міцністю 96,5 % за обсягом, потім перевозять за 315 кілометрів на південь від історичного заводу алкогольних напоїв в селище Раямякі, що поблизу Гельсінкі. Ячмінний дистилят змішують з льодовиковою водою з джерела Раямякі. Оскільки вода природним чином фільтрується через пісок і морени, залишені відступаючим льодовиком під час льодовикового періоду, штучну очистку води не виконують.

## Різновиди горілки
Крім класичної, ще є версії з різними смаковими добавками. Їх кількість з кожним роком лише збільшується та вдосконалюється. Наприклад, горілка з журавлиною спочатку була яскраво червоною (як на фото нижче), але згодом її почали виготовляти світлою, додаючи у склад безбарвний ароматизатор журавлини. Рішення було зумовлено тим, щоб у споживача не було дитячих асоціацій з продуктом.

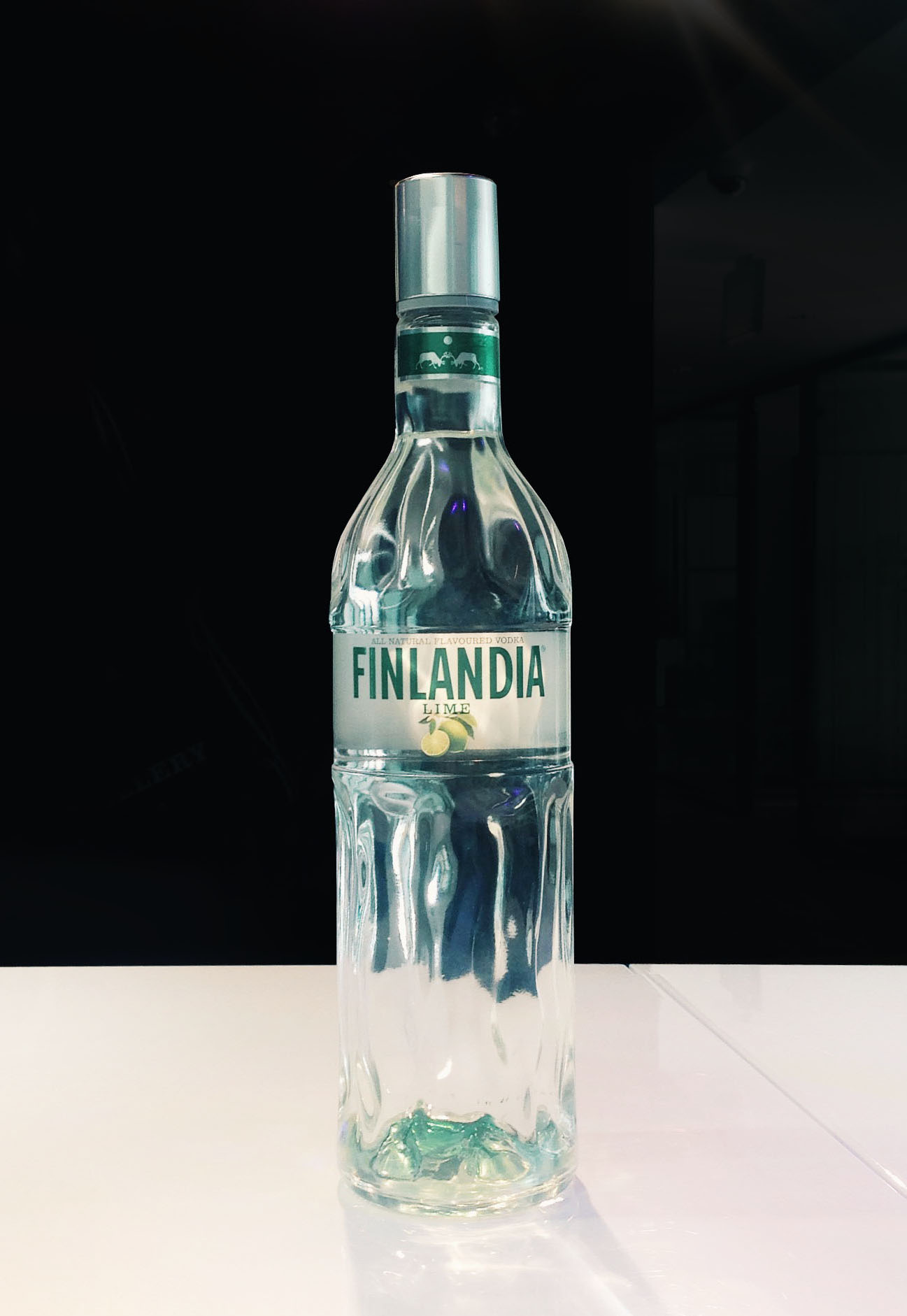
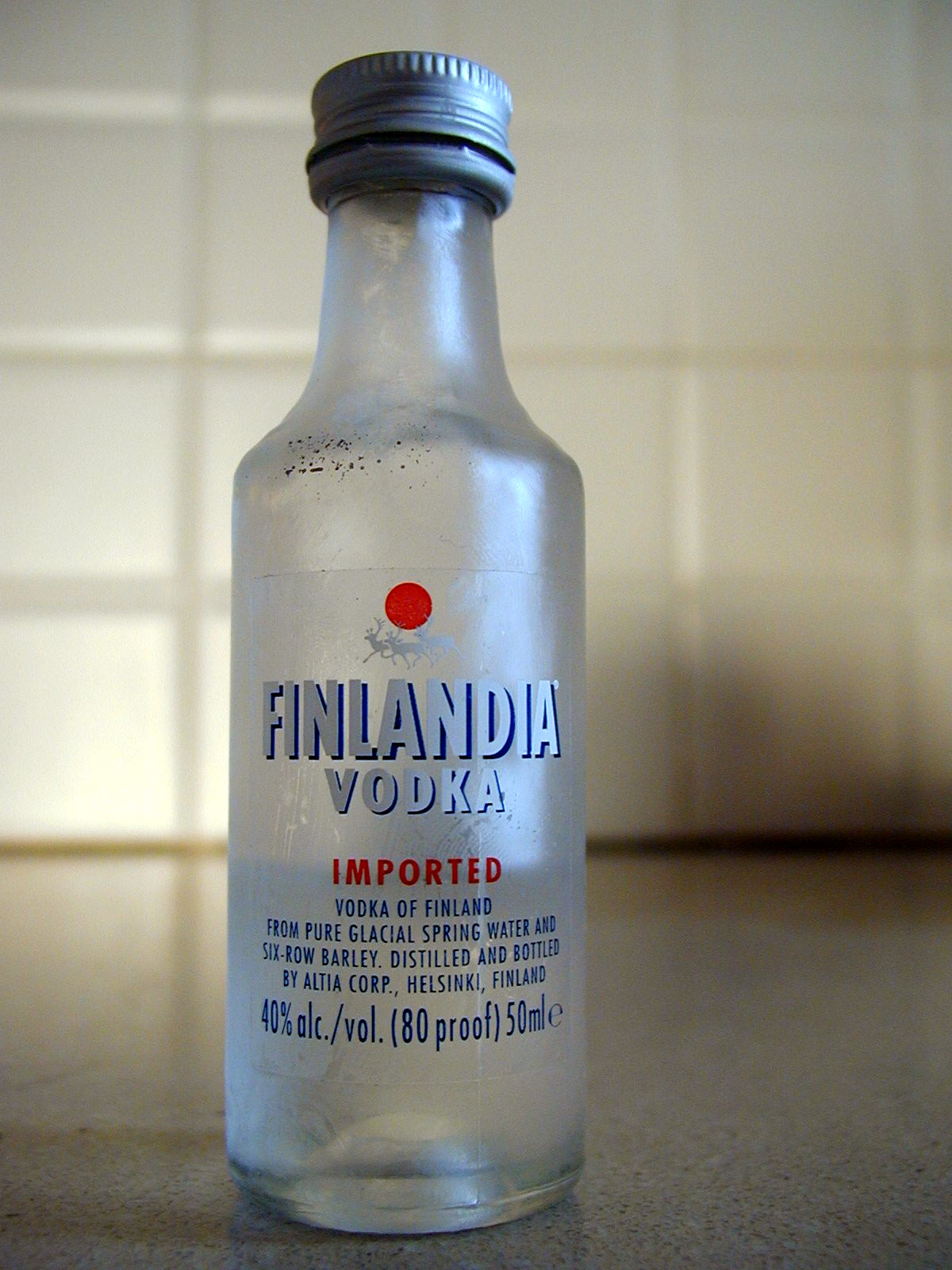
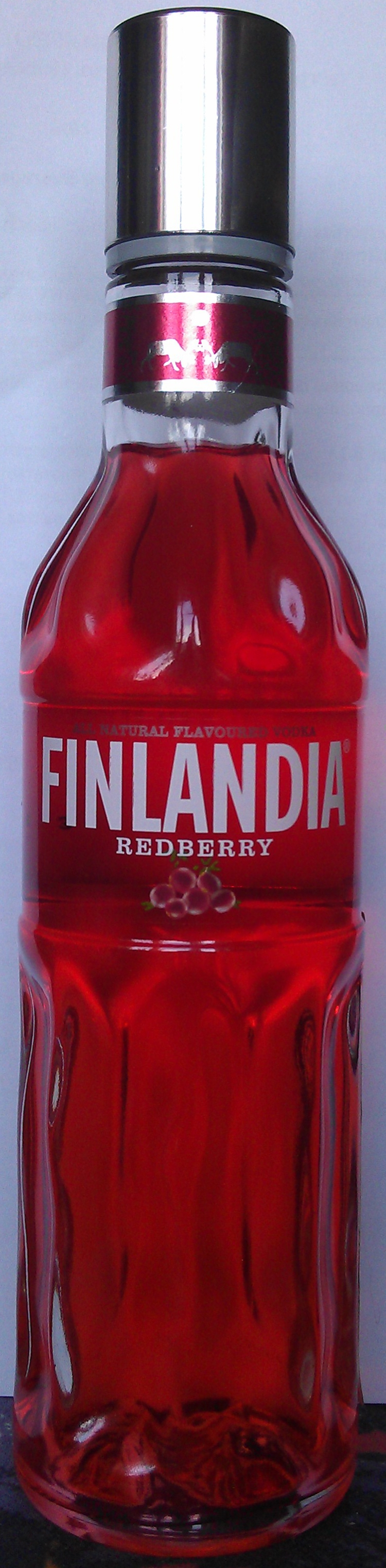

| Назва                    | Рік випуску | Опис |
| ------------------------ | ----------- | --- |
| Finlandia Classic        | 1970        | звичайна горілка міцністю 40 % |
| Finlandia Cranberry      | 1994        | журавлинна настоянка |
| Finlandia Lime           | 1999        | лаймова настоянка |
| Finlandia Mango          | 2004        | мангова настоянка |
| Finlandia Redberry       | 2004        | журавлинна настоянка червоного кольору |
| Finlandia Grapefruit     | 2006        | грейпфрутова настоянка |
| Finlandia Blackcurrant   | 2009        | настоянка з чорною смородиною |
| Finlandia Tangerine      | 2009        | мандаринова настоянка |
| Finlandia Raspberry      | 2011        | малинова настоянка |
| Finlandia 101            | 2011        | горілка міцністю 50,5 % |
| Finlandia Platinum       | 2011        | горілка міцністю 40 % з обмеженим випуском; відрізняється від класичної «Фінляндії» фільтрацією через березу для пом'якшення. Кожна пляшка обмеженої серії нумерується |
| Finlandia Coconut        | 2014        | настоянка кокосового горіха |
| Finlandia Nordic Berries | 2015        | настоянка на північних ягодах: брусниці, морошці та чорниці |

## Дизайн пляшки
На дотик і вигляд пляшки «Фінляндії» схожі на танучі ребристі бурульки, що з одного боку, підкреслює фінське походження горілки, а з іншого — асоціюється у покупця зі свіжістю та холодом. Над дизайном пляшки в різний час працювало кілька дизайнерів, які постійно експериментували з формою.
В 1970 році Тапіо Вірккала розробив оригінальну пляшку «Заморожений лід», що натякає на північне походження горілки. Поверхня пляшки своїм блиском нагадувала бурульку. На етикетці були зображені два олені, які б'ються на тлі сідаючого сонця під час полярного дня. Пляшка даного дизайну використовувалася з 1970 по 2000 рік.
Дизайн «Битий лід» був розроблений в 1998 році компанією Hansen Design з Філадельфії. Етикеточний папір було знято і замінено на текст, написаним лаком.
«Кристалічний лід» Гаррі Коскінена у 2003 році, представляв собою фінську стільницю зі скла. Текстура пляшки викликала відчуття підталого льоду, що було відсиланням до використання талої льодовикової води при виготовленні горілки.
У 2011 році «Finlandia» представила нову пляшку під назвою «Танучий лід». Пляшка була розроблена на основі колективних зусиль дизайнерів, включаючи Гаррі Коскінена, який відіграв важливу роль в розробці попереднього ескізу пляшки Finlandia, та Кеннета Герста, промислового дизайнера з Нью-Йорка, який ліпив нову форму.

## Реклама
Серед найбільш відомих рекламних кампаній були наступні:
- У 1976—1985 було проведено кілька рекламних кампаній зі слоганом: «Є горілки для любителів апельсинового соку і для любителів томатного соку. Тепер з'явилася горілка для любителів горілки» (1976), «Горілка для мінімалістів» (1977), «Горілка для п'яниць» (1982), «Горілка "Finlandia" — для любителів горілки» (1983), «Краща у світі горілка. На льоду» (1984—1985)
- У 1990 році «Finlandia» проводить кампанію «Горілка з верхньої частини світу», чим робить акцент на перевагах горілки для споживачів: холоді, прозорості, чистоті[5]. Кампанія була відновлена в 2006 році
- У 1998 році запускається кампанія «У минулому житті я була чистою водою танучих навесні льодовиків»[6], в якій «Finlandia» нагадує про своє льодовикове походження
- У 1999 році кампанія «Refresh» називає горілку «Finlandia» чисто освіжаючою
- У 2002 році «Finlandia» з'являється у фільмі «Помри, але не зараз» як «офіційна горілка Джеймса Бонда»
- У 2005 році стартує кампанія «Горілка з найчистішого місця», яка оголошує «Фінляндію» голою горілкою, заграючи з фінським походженням і талою льодовиковою водою, з якої виготовляють горілку. Прозорі пляшки ставляться проти засніжених пейзажів під заголовками на кшталт: «Тут ви бачите саме те, що ви зробили з» та «Коли у вас немає чого приховувати, ви, як правило, нічого не приховуєте»[7]
- У 2011 році «Finlandia» стала офіційною горілкою церемонії World Design Capital Helsinki 2012, що відбулась у Гельсінкі[1]
- У 2013 році пройшла кампанія «Менше ординарного в житті», яка була призначена проілюструвати менш звичний процес виробництва «Фінляндії» у порівнянні з іншими горілками. Кампанія була покликана надихати глядачів ніколи не погоджуватися на рутину, але натомість прагнути жити незвичним життям.

## Нагороди
| Назва горілки        | Конкурс                                              | Рік                    | Нагорода                                                 |
| -------------------- | ---------------------------------------------------- | ---------------------- | -------------------------------------------------------- |
| Finlandia Classic    | The San Francisco World Spirits Competition          | 2000, 2008, 2010—2014  | Золото, срібло                                           |
| Finlandia Classic    | The Ultimate Spirits Challenge                       | 2010—2014              | Фіналіст, відмінник, особливо рекомендована              |
| Finlandia Classic    | Ultimate Cocktail Challenge                          | 2010                   | Настійно рекомендується                                  |
| Finlandia Classic    | TheFiftyBest.com Vodka Tasting                       | 2010, 2013             | Найкраща горілка, золото                                 |
| Finlandia Classic    | The SIP Awards                                       | 2010, 2012, 2013       | Золото, бронза                                           |
| Finlandia Classic    | International Wine & Spirits Competition             | 2008, 2009, 2012, 2013 | Срібло, бронза                                           |
| Finlandia Classic    | Los Angeles International Wine & Spirits Competition | 2012                   | Найкращий у категорії, золото                            |
| Finlandia Classic    | ISW (Internationaler Spirituosen Wettbewerb)         | 2009                   | Чистий алкоголь року, золото                             |
| Finlandia Classic    | American Tasting Institute                           | 1999                   | Нагорода за досконалість                                 |
| Finlandia Classic    | 13th annual competition in "Alcohol Market”          | 2007                   | Продукт 2007 року                                        |
| Finlandia Classic    | International Spirits Challenge                      | 2013                   | Срібло                                                   |
| Finlandia Classic    | Vodka Masters                                        | 2009                   | Золото                                                   |
| Finlandia Classic    | Wine Enthusiast                                      | 2013                   | Рейтинг 90 балів / премія «Best Buy»                     |
| Finlandia Cranberry  | The San Francisco World Spirits Competition          | 2000, 2001, 2010       | Срібло, бронза                                           |
| Finlandia Cranberry  | The SIP Awards                                       | 2010                   | Золото                                                   |
| Finlandia Cranberry  | The Ultimate Spirits Challenge                       | 2010                   | Рекомендується                                           |
| Finlandia Cranberry  | Ultimate Cocktail Challenge                          | 2010                   | Рекомендується                                           |
| Finlandia Grapefruit | International Wine & Spirits Competition             | 2008, 2009, 2012, 2013 | Срібло, бронза                                           |
| Finlandia Grapefruit | The San Francisco World Spirits Competition          | 2007, 2008, 2010—2014  | Подвійне золото, найкращий аромат, бронза                |
| Finlandia Grapefruit | The Ultimate Spirits Challenge                       | 2010—2014              | Відмінна, особливо рекомендована, настійно рекомендована |
| Finlandia Grapefruit | The SIP Awards                                       | 2009—2013              | Платина, золото                                          |
| Finlandia Grapefruit | TheFiftyBest.com Vodka Tasting                       | 2010, 2012             | Подвійне золото                                          |
| Finlandia Grapefruit | Vodka Masters                                        | 2008, 2010             | Премія магістрів                                         |
| Finlandia Grapefruit | Los Angeles International Wine & Spirits Competition | 2012                   | Золото                                                   |
| Finlandia Grapefruit | ISW (Internationaler Spirituosen Wettbewerb)         | 2009                   | Срібло                                                   |
| Finlandia Grapefruit | Wine Enthusiast                                      | 2010                   | Відмінно                                                 |
| Finlandia Grapefruit | International Spirits Challenge                      | 2008, 2009, 2013       | Срібло, бронза                                           |
| Finlandia Raspberry  | The San Francisco World Spirits Competition          | 2012—2014              | Срібло, бронза                                           |
| Finlandia Raspberry  | The Ultimate Spirits Challenge                       | 2012—2014              | Особливо рекомендована                                   |
| Finlandia Raspberry  | International Wine & Spirits Competition             | 2012, 2013             | Срібло, бронза                                           |
| Finlandia Raspberry  | The SIP Awards                                       | 2012, 2013             | Золото, срібло                                           |
| Finlandia Raspberry  | Los Angeles International Wine & Spirits Competition | 2012                   | Срібло                                                   |
| Finlandia Raspberry  | TheFiftyBest.com[xii]                                | 2012                   | Золото                                                   |
| Finlandia Tangerine  | The San Francisco World Spirits Competition          | 2009—2014              | Срібло, бронза                                           |
| Finlandia Tangerine  | The SIP Awards                                       | 2009—2011, 2013        | Платина, золото, бронза                                  |
| Finlandia Tangerine  | The Ultimate Spirits Challenge                       | 2011, 2013, 2014       | Особливо рекомендована                                   |
| Finlandia Tangerine  | International Wine & Spirits Competition             | 2009, 2013             | Бронза                                                   |
| Finlandia Tangerine  | International Spirits Challenge                      | 2013                   | Срібло                                                   |
| Finlandia Tangerine  | TheFiftyBest.com Vodka Tasting                       | 2010                   | Срібло                                                   |
| Finlandia Tangerine  | Vodka Masters                                        | 2009                   | Премія магістрів                                         |
| Finlandia Tangerine  | Wine Enthusiast                                      | 2010                   | Дуже добре                                               |
| Finlandia Redberry   | The SIP Awards                                       | 2012, 2013             | Бронза                                                   |
| Finlandia Redberry   | The Ultimate Spirits Challenge                       | 2012, 2013             | Рекомендовано                                            |
| Finlandia Mango      | The San Francisco World Spirits Competition          | 2008, 2009, 2013       | Срібло                                                   |
| Finlandia Mango      | International Wine & Spirits Competition             | 2008, 2009, 2013       | Срібло, бронза                                           |
| Finlandia Mango      | International Spirits Challenge                      | 2008, 2009, 2013       | Золото, бронза                                           |
| Finlandia Mango      | The SIP Awards                                       | 2010, 2013             | Бронза                                                   |
| Finlandia Mango      | The Ultimate Spirits Challenge                       | 2013, 2014             | Особливо рекомендована                                   |
| Finlandia Mango      | Vodka Masters                                        | 2009                   | Срібло                                                   |
| Finlandia Coconut    | The San Francisco World Spirits Competition          | 2014                   | Золото                                                   |
| Finlandia Coconut    | The Ultimate Spirits Challenge                       | 2014                   | Рекомендовано                                            |
| Finlandia Lime       | The San Francisco World Spirits Competition          | 2009, 2010             | Срібло, бронза                                           |
| Finlandia Lime       | International Spirits Challenge                      | 2009                   | Бронза                                                   |
| Finlandia Lime       | International Wine & Spirits Competition             | 2009                   | Срібло                                                   |
| Finlandia Lime       | The SIP Awards                                       | 2010                   | Срібло                                                   |
| Finlandia Lime       | Vodka Masters                                        | 2009                   | Золото                                                   |
| Finlandia Lime       | Wine Enthusiast                                      | 2010                   | Відмінно                                                 |
| Finlandia Platinum   | International Wine & Spirits Competition             | 2010                   | Срібло                                                   |